# Eva will schlafen
Eva will schlafen (Original Ewa chce spać) ist ein polnischer Spielfilm aus dem Jahre 1958.

## Handlung
Ewa Bonecka ist ein naives junges Mädchen aus der Provinz. Sie kommt in eine Großstadt, um dort zur Schule zu gehen. Sie hat nur die Adresse des Internats und dessen Türen sind verschlossen. Nun beginnt eine Odyssee für das junge Mädchen. Sie sucht einen Platz zum Schlafen und der Polizist Piotr soll ihr dabei helfen. Gemeinsam erleben sie die absurdesten Dinge in einer irrealen Stadt. Sie kommen dabei in Nachtbars, treffen Polizisten, die mit Ganoven gemeinsame Sache machen. Sie lernt eine Universität kennen, die eine Ausbildung im Straßenraub erteilt, und einen Polizisten, der auf seinem Gummiknüppel Flöte spielt.

## Hintergrund
Die absurde Filmkomödie ist das Regiedebüt von Tadeusz Chmielewski, der in den weiteren Jahren zu einem der populärsten Komödienregisseure Polens wurde. Der Film ist außerdem das Filmdebüt der 17-jährigen Barbara Kwiatkowska, die bei einem Castingwettbewerb mit über 1000 polnischen Mädchen ausgewählt wurde.

## Kritiken
„Glänzende Gaunerkomödie, in der ein Mädchen vom Land ahnungslos zwischen Gangster und Polizei gerät. Mit heiter abgedämpfter Sozialkritik ein spiel- und pointenfreudiges Gegenstück zu britischen Schmunzelfilmen vom Schlage etwa der ‚Ladykillers‘“

„Die Themen sind die gleichen wie in anderen international gerühmten polnischen Filmen: Versagen des Staates, Wohnungsnot, Bandenwesen, Alkoholismus, Prostitution.“

## Auszeichnungen
Der Film gewann 1958 den Hauptpreis beim Internationalen Filmfestival von San Sebastián.
Der Film wurde von der deutschen Filmbewertung "FBW" mit dem "Prädikat besonders wertvoll" ausgezeichnet.